# Leptoypha drakei
Leptoypha drakei är en insektsart som beskrevs av Mcatee 1919. Leptoypha drakei ingår i släktet Leptoypha och familjen nätskinnbaggar. Inga underarter finns listade i Catalogue of Life.